# Centris vittata
Centris vittata är en biart som beskrevs av Amédée Louis Michel Lepeletier 1841. Centris vittata ingår i släktet Centris och familjen långtungebin. Inga underarter finns listade.